# حمید عجمی
حمید عجمی (زادهٔ ۲۱ شهریور ۱۳۴۱ ه‍.خ؛ قلهک، تهران) فرزند حاج هدایت‌الله عجمی، طراح گرافیک، خوشنویس نستعلیق و بنیان‌گذار خط مُعَلّیٰ  است. ایشان سابقه تدریس در دانشگاه هنر، دانشگاه سوره و دانشگاه پارس را دارند. حمید عجمی بازنشسته حوزه هنری است.
وی قاری و استاد قرآن نیز هست و بیش از ۳۷ سال در مسجد اعظم قلهک، در ماه مبارک رمضان مجلس درس و قرائت قرآن دارد. پیش از ایشان، مرحوم حاج هدایت‌الله عجمی (پدر حمید عجمی) این جلسه را در مسجد برگزار می‌کرده است.
حمید عجمی در خوشنویسی استاد تراز اول کشور ایران در خط نستعلیق است. آثار او دارای ترکیب‌های خاص، ساختار محکم و تکنیک ویژه‌ای هستند. قدرت دست ایشان در خوشنویسی، از بررسی آثارشان هویداست.
استاد حمید عجمی حتی در زمینهٔ کار با چوب، مجسمه‌سازی، دیجیتال آرت (digital art)، هنر مفهومی (conceptual art) صاحب‌نظر و صاحب دانش و تجربه است. وی به غالب نرم‌افزارهای روز دنیای گرافیک و دیجیتال آرت مسلط است.

## استادان و فراگیری نستعلیق
وی از پانزده‌سالگی به خوشنویسی پرداخت و مدت ۱۲ سال نستعلیق را نزد استاد غلامحسین امیرخانی و ۴ سال نزد کیخسرو خروش در انجمن خوشنویسان ایران آموخت.

## خط معلی
خط معلی توسط حمید عجمی در سال ۱۳۷۸ بنیان‌ نهاده شد و ثبت گردید. وی در همان سال، از فرهنگستان هنر، لوح تأییدیهٔ خط معلی را دریافت نموده است.

## مسئولیت‌ها و فعالیت‌ها
- عضو رسمی فرهنگستان هنر
- عضو رسمی مجمع هنرمندان حوزهٔ هنری
- عضو و مدیر مرکز هنرهای تجسمی حوزهٔ هنری[۴]
- مدیر مؤسسهٔ فرهنگی هنری فردا[۵]
- درجهٔ یک هنری دکترا از وزارت فرهنگ و ارشاد اسلامی
- درجهٔ استادی از انجمن خوشنویسان ایران

## نمایشگاه‌ها
حمید عجمی تا کنون ۲۱ نمایشگاه انفرادی و چندین نمایشگاه و جشنوارهٔ گروهی داشته که در آن‌ها آثاری را به خط معلی و نستعلیق به نمایش گذاشته است. از مهم‌ترین آن‌ها می‌توان به این‌ها اشاره کرد:
- جشنوارهٔ خوشنویسی جهان اسلام؛ تهران؛ فرهنگستان هنر؛ ۱۳۷۶(جمعی)
- نمایشگاه سواد اعظم؛ تهران؛ خانهٔ هنرهای ایرانی؛ مهرماه ۱۳۸۲ (انفرادی)
- نمایشگاه بام بهشت؛ ۱۱۴ اثر با عنوان کلّی تجلّی بسم الله در صُوَرِ قرآنی؛ تهران؛ مرکز فرهنگی هنری صبا؛ بهمن‌ماه ۱۳۸۴ (انفرادی)
- نمایشگاه یونسکو؛ پاریس؛ یونسکو، فوریهٔ ۲۰۰۲ (انفرادی)
- نمایشگاه استادان خوشنویسی جهان اسلام؛ دانشکدهٔ هنرهای زیبای بیروت؛ لبنان؛ آوریل ۲۰۰۲ (جمعی)

## تألیفات
- کتاب میرزا محمدرضا کلهر
- شرح عرفانی آداب‌المشق میرعماد حسنی
- مقالهٔ کاتب حقیقی کاتب اول
- مقالهٔ بررسی تکرار در خوشنویسی سنتی